# Sven Salumaa
Sven Salumaa, né le 21 octobre 1966 à Huntington, est un ancien joueur de tennis professionnel américain.

## Carrière
Ses parents Eduard et Tamara ont immigré d'Estonie. Il a étudié à l'Université de l'Indiana pendant 4 ans et a obtenu un diplôme de marketing.
Principalement joueur de double, sa carrière fut très courte, de 1989 à 1993.
Il n'a joué que deux matchs en simple : à Cincinnati en 1989 contre Andrei Chesnokov et à Taipei en 1992 contre Jim Grabb.
Il a remporté le tournoi de Rio De Janeiro avec Brian Garrow en 1990 à sa deuxième participation à un tournoi ATP. En fin d'année, il est demi-finaliste à l'US Open où il perd en 5 sets contre les futur champions, Pieter Aldrich and Danie Visser, n°3 mondiaux (6-4, 6-7, 6-3, 6-7, 2-6). En 1992, il dispute consécutivement avec son partenaire Kent Kinnear les finales des Masters d'Indian Wells et de Miami.
Après sa carrière dans le tennis, il s'installe à Coronado en Californie. Il se reconvertit dans le domaine musical et joue également au théâtre et dans des courts métrages.

## Palmarès

### Titre en double messieurs
| No | Date       | Nom et lieu du tournoi      | Catégorie    | Dotation  | Surface         | Partenaire   | Finalistes                  | Score    |  |
| -- | ---------- | --------------------------- | ------------ | --------- | --------------- | ------------ | --------------------------- | -------- |  |
| 1  | 02-04-1990 | Banespa Open Rio de Janeiro | World Series | 225 000 $ | Moquette (ext.) | Brian Garrow | Nelson Aerts Fernando Roese | 7-5, 6-3 |  |

### Finales en double messieurs
| No | Date       | Nom et lieu du tournoi                                  | Catégorie              | Dotation    | Surface    | Vainqueurs                     | Partenaire   | Score         |          |
| -- | ---------- | ------------------------------------------------------- | ---------------------- | ----------- | ---------- | ------------------------------ | ------------ | ------------- | -------- |
| 1  | 20-08-1990 | OTB International Schenectady                           | World Series           | 125 000 $   | Dur (ext.) | Richard Fromberg Brad Pearce   | Brian Garrow | 6-2, 3-6, 7-6 |          |
| 2  | 15-04-1991 | KAL Cup Korea Open Séoul                                | World Series           | 140 000 $   | Dur (ext.) | Alex Antonitsch Gilad Bloom    | Kent Kinnear | 7-6, 6-1      |          |
| 3  | 12-08-1991 | GTE US Men's Hardcourt Championships Indianapolis       | Championship Series    | 825 000 $   | Dur (ext.) | Ken Flach Robert Seguso        | Kent Kinnear | 6-4, 6-3      |          |
| 4  | 24-02-1992 | Purex Championships Scottsdale                          | World Series           | 235 000 $   | Dur (ext.) | Mark Keil Dave Randall         | Kent Kinnear | 4-6, 6-1, 6-2 |          |
| 5  | 02-03-1992 | Newsweek Champions Cup Indian Wells                     | Championship Series SW | 1 075 000 $ | Dur (ext.) | Steve DeVries David Macpherson | Kent Kinnear | 4-6, 6-3, 6-3 | Parcours |
| 6  | 13-03-1992 | Lipton International Players Championships Key Biscayne | Championship Series SW | 1 325 000 $ | Dur (ext.) | Ken Flach Todd Witsken         | Kent Kinnear | 6-4, 6-3      | Parcours |